# Gabriela Oliván
María Gabriela Oliván (Buenos Aires, 5 de diciembre de 1973) es una comunicadora argentina que es columnista en diversos medios de Argentina y otros países.

## Trayectoria
Es ejecutiva y experta en comunicación, con foco en liderazgo ético, colaboración y diversidad. Es licenciada en Relaciones Públicas de la Universidad Nacional de Lomas de Zamora. Tiene un máster en la Universidad Austral y completó sus estudios en España y Estados Unidos. Durante 20 años ocupó posiciones nacionales y regionales en la industria petrolera y luego, en tecnología. Trabajó durante 19 años en Pan American Energy. Es la directora regional de comunicaciones de Accenture.
Oliván es fundadora y directora ejecutiva de WINN, la primera red latinoamericana de mujeres que hacen las noticias. Es miembro del Consejo Directivo de la Asociación Cristiana de Dirigentes de Empresas y fundó ACDE Mujer. Participó activamente en la organización del W20, que se realizó en Argentina en el marco del G20 y fue coordinadora durante la  jornada anual organizada por la Fundación Global, en las exposiciones que se centraron en la mujer en el mundo, camino al G20.
Oliván es columnista en diversos medios de la Argentina y otros países. También es conferencista internacional. Sus intereses pasan por el periodismo del futuro y la colaboración.  Escribe sobre liderazgo femenino, tecnología, nuevas narrativas, la falsedad de las imágenes, y la reorganización de los empleos en el siglo XXI. En 2019 fue seleccionada por la Fundación Eisenhower como becaria.

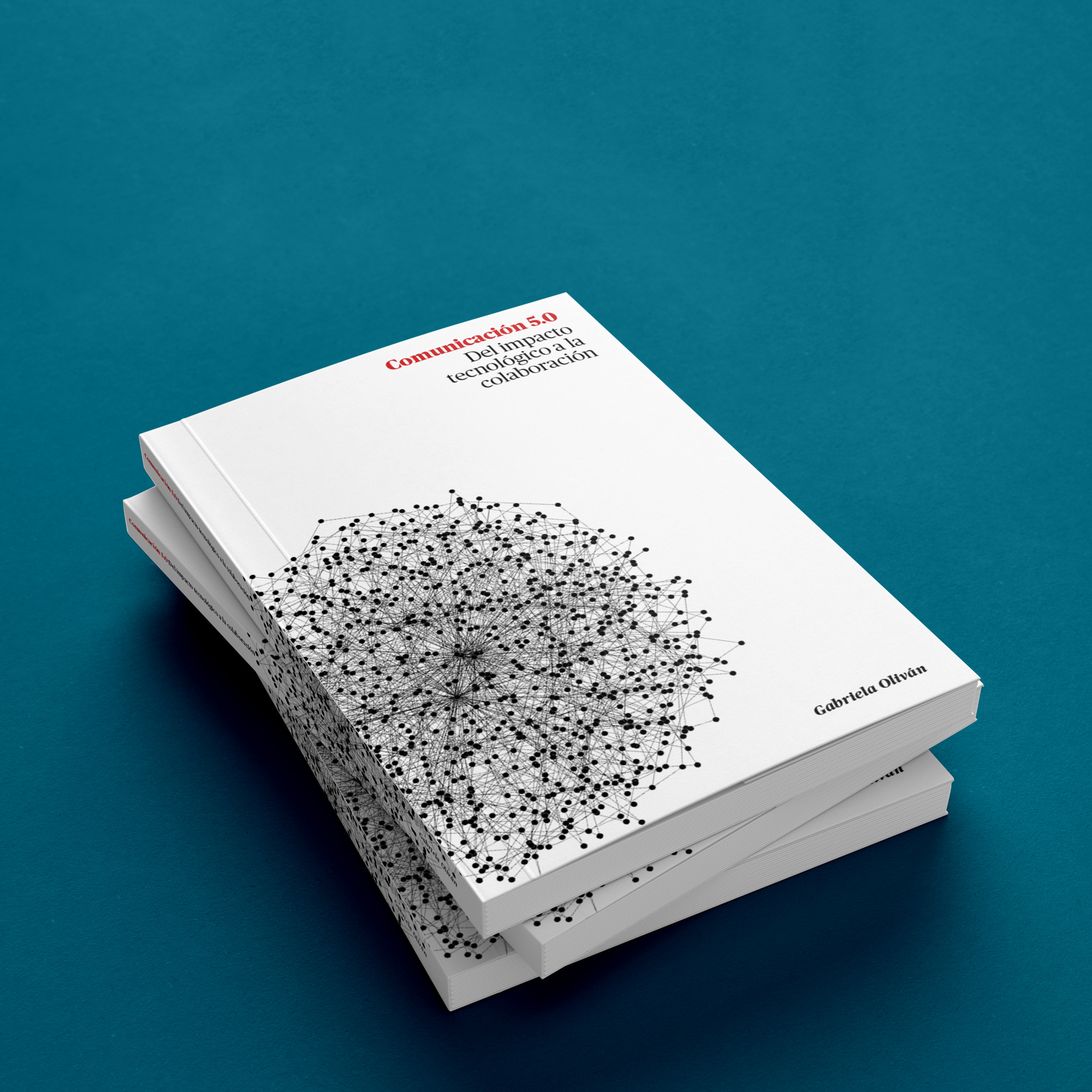
Comunicación 5.0, por Gabriela Olivan

En 2021, Oliván publicó su primer libro "Comunicación 5.0 Del impacto tecnológico a la colaboración".

## Vida personal
Su hermana es la periodista y presentadora María Julia Oliván.